# Bismarck-Denkmal (Leipzig, 1915)

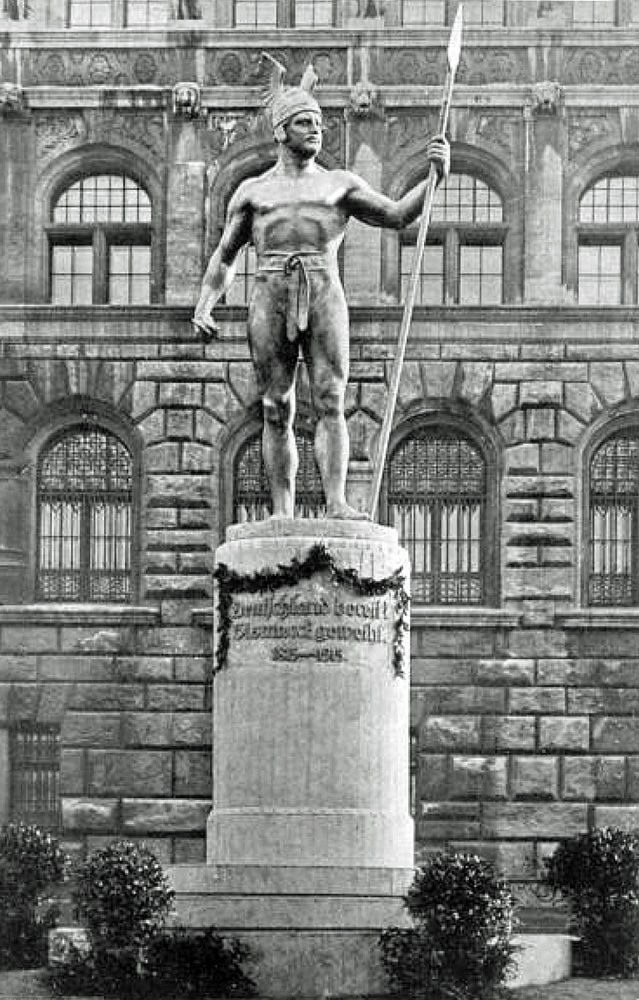
Das Denkmal 1915 am Neuen Rathaus

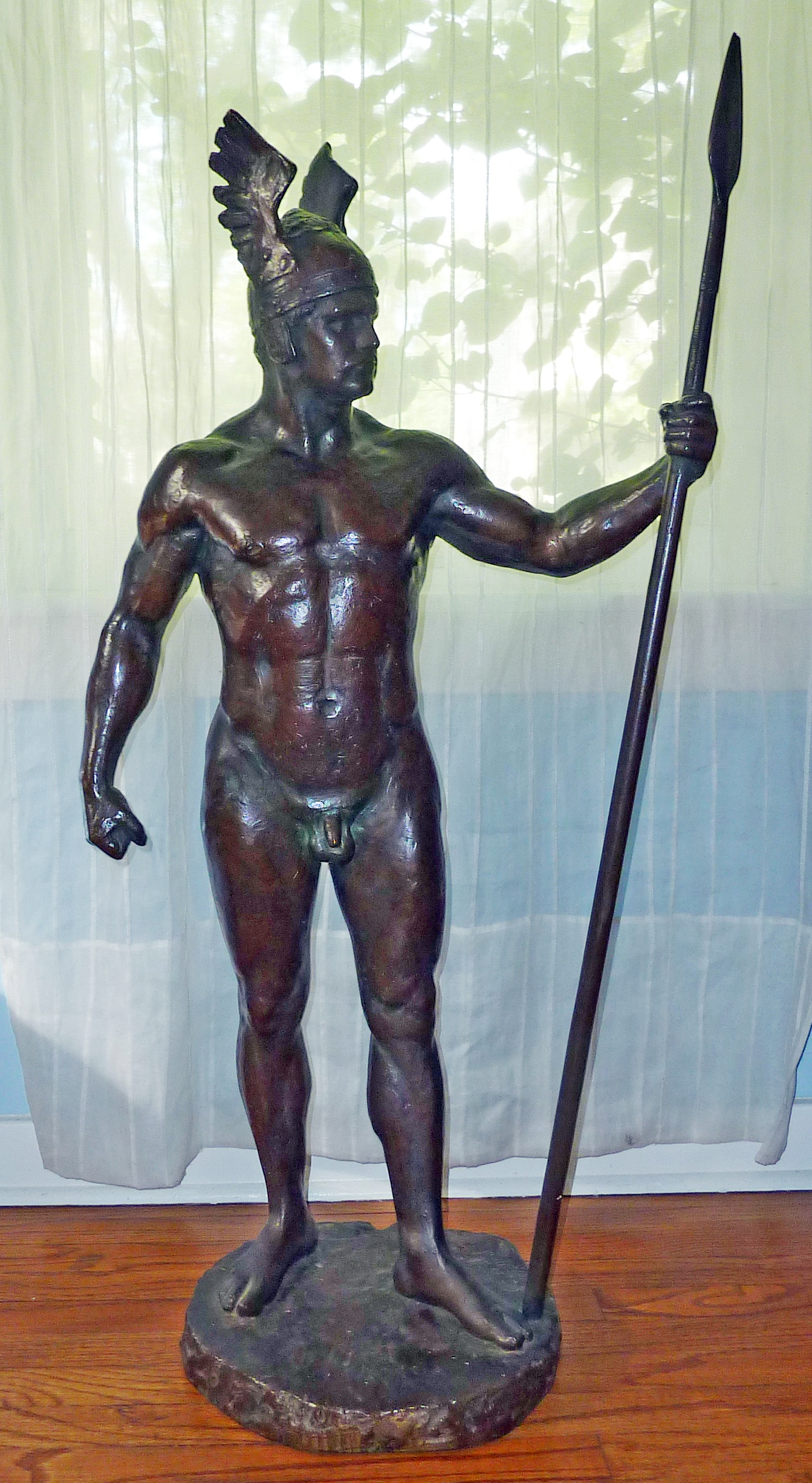
Seffners Bronzestatue eines germanischen Kriegers von 1915 (2013)

Das Bismarck-Denkmal (auch Germanen-Denkmal) von 1915 in Leipzig war ein Denkmalentwurf, der zu Ehren des 100. Geburtstags des Reichskanzlers Otto von Bismarck (1815–1898) entstanden war und am 1. April 1915 enthüllt wurde.
Im Leipziger Verein der Leoniden, einer Vereinigung von Künstlern und Wissenschaftlern, entstand die Idee, den 100. Geburtstag des Leipziger Ehrenbürgers mit einem zweiten Bismarck-Denkmal in Leipzig zu begehen. Das erste Leipziger Bismarck-Denkmal stand seit 1897 im Johannapark und war vom Vorgängerverein der Leoniden, den Stalaktiten, initiiert worden.
Die Ausführung des Denkmals übernahmen für die Figur der Bildhauer Carl Seffner (1861–1932), der Schöpfer des Leipziger Bach- und des Goethedenkmals, und für den Sockel der Architekt Richard Tschammer (1860–1929), beide Mitglieder der Leoniden. Das Denkmal besaß eine Höhe von 8,30 Meter. Die Figur zeigte aber nicht Bismarck, sondern einen wehrhaften germanischen Krieger, nur bekleidet mit Flügelhelm, Gürtel und Schurz, in der rechten Hand ein Kurzschwert und in der linken einen Speer. Auf Bismarck wies lediglich die Inschrift am Sockel hin: „Deutschland bereit! Bismarck geweiht! 1815–1915“. Der Spruch ist aber auch unter dem Aspekt des inzwischen ein halbes Jahr währenden Ersten Weltkrieges zu verstehen.
Der Aufstellplatz befand sich an der Südwestseite des Neuen Rathauses, etwa an der Stelle des heutigen Goerdeler-Denkmals.
Die Enthüllung fand zu mitternächtlicher Stunde statt. Die Festrede hielt als Leonidenmitglied der Historiker und Lehrer an der Thomasschule Konrad Sturmhoefel (1858–1916). 
Das enthüllte Modell des Denkmals war lediglich aus Gips gefertigt und sollte später in Bronze gegossen werden. Ein solches Vorgehen mit Probeaufstellung hatte auch das erste Leipziger Bismarckdenkmal erfahren. Jetzt aber war Krieg, und ein Bronzeguss unterblieb, auch nach Kriegsende. Das Modell verschwand nach etwa 14 Tagen, und nur Photographien und Postkarten erinnerten noch daran. In Seffners Werk findet sich aus dem gleichen Jahr eine dem Denkmal ähnliche Bronzestatuette eines germanischen Kriegers, aber ohne Gürtel, Schurz und Schwert.